# Заслуженный военный штурман СССР
Заслуженный военный штурман СССР — почётное звание, присваиваемое лётному составу частей, соединений, объединений, учреждений, военно-учебных заведений и управлений центрального аппарата Министерства обороны СССР, имеющему квалификацию военного штурмана 1 класса или военного штурмана-инструктора 1 класса, за особые заслуги в освоении авиационной техники, высокие показатели в воспитании и обучении лётных кадров и многолетнюю безаварийную лётную работу в авиации Вооружённых Сил СССР.
Присваивался Президиумом Верховного Совета СССР по представлению Министра обороны СССР. Лицам, удостоенным звания «Заслуженный военный штурман СССР» вручалась грамота Президиума Верховного Совета СССР и нагрудный знак установленного образца, носимый на правой стороне груди, над орденами СССР (при их наличии).
Лишение почётного звания «Заслуженный военный штурман СССР» могло быть произведено только Президиумом Верховного Совета СССР (по представлению суда или Министра обороны СССР).

## Первые кавалеры
Первыми кавалерами почётного звания «Заслуженный военный штурман СССР» 19 августа 1965 года стали:
- полковник Гриша, Виктор Николаевич;
- генерал-лейтенант авиации Лавский, Виктор Михайлович;
- генерал-майор авиации Яловой, Федор Степанович.

## История
- Установлено Указом Президиума Верховного Совета СССР от 26 января 1965 года;
- Упразднено Указом Президиума Верховного Совета СССР от 22 августа 1988 года;
- 20 февраля 1992 года Законом Российской Федерации установлено почётное звание Заслуженный военный штурман Российской Федерации